# Regionalpark Labanoras

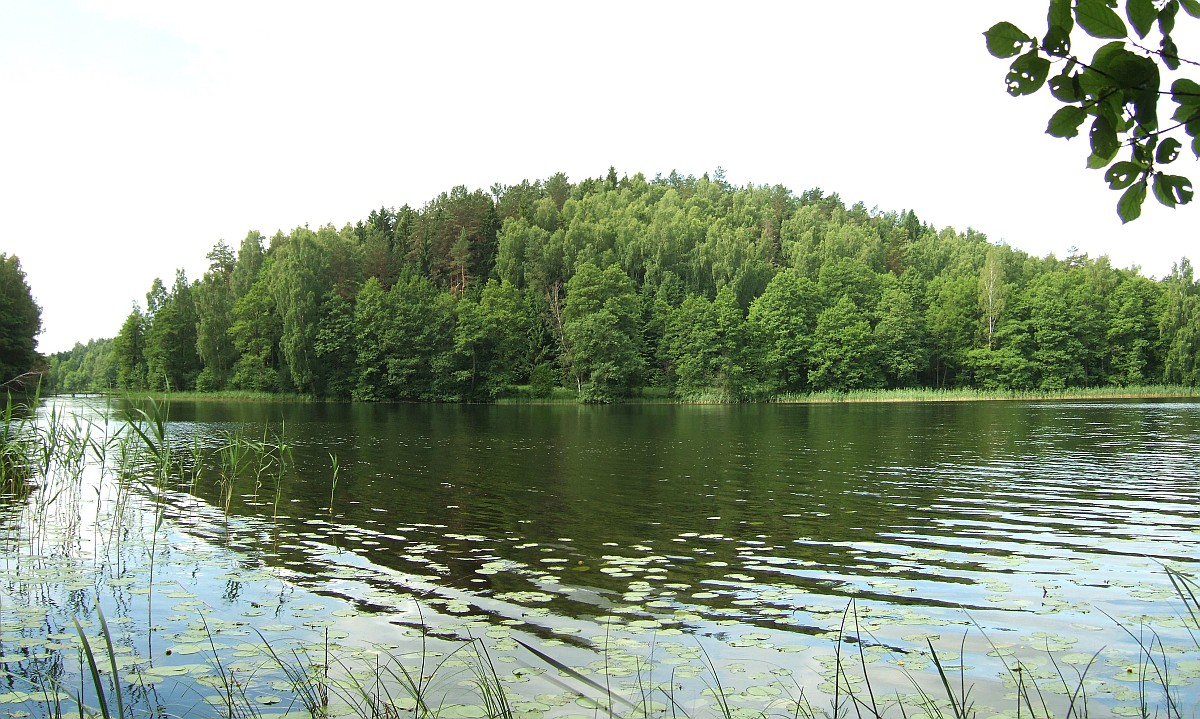
Blick auf den Burgwall Kulionys

Der Regionalpark Labanoras ist ein Regionalpark in Litauen in den Rajongemeinden Švenčionys, Molėtai und Utena. Die Parkverwaltung befindet sich in Labanoras. Das Parkterritorium beträgt 55.344 ha (nach anderen Angaben 52848 ha). Der Park wurde am 24. September 1992 errichtet. Geschützt wird der Forst Labanoras und seine Landschaft. Daneben gibt es den Nationalpark Aukštaitija.